# Дымарчук, Константин Николаевич
Константин Николаевич Дымарчук (18 сентября 1977, Донецк, Украинская ССР, СССР) — украинский футболист, полузащитник.
Воспитанник СДЮШОР «Шахтёр» (Донецк). В первенстве Украины выступал за СК Одесса (1994—1995, 1996—1997), «Портовик» Ильичёвск (1996). В 1997 году перешёл в российский «Зенит» Санкт-Петербург. За клуб провёл 9 матчей в чемпионате, в 1998 году был отдан в аренду в ФК «Тюмень». Позже играл в российских клубах «Жемчужина» Сочи (1999), «Кристалл» Смоленск (2000), «Терек» Грозный (2002), «Машук-КМВ» Пятигорск (2003),
«Спартак» Кострома (2004). В 2007 году играл за клуб ЛФЛ «Север» Мурманск.